# Листма, Дэвид Корнелл
Дэ́вид Ко́рнелл Ли́стма (англ. David Cornell Leestma; род. 1949) — астронавт НАСА. Совершил три космических полёта на шаттлах в качестве специалиста полёта: STS-41G (1984) «Челленджер», STS-28 (1989) «Колумбия» и STS-45 (1992) «Атлантис», совершил один выход в открытый космос, полковник.

## Рождение и образование

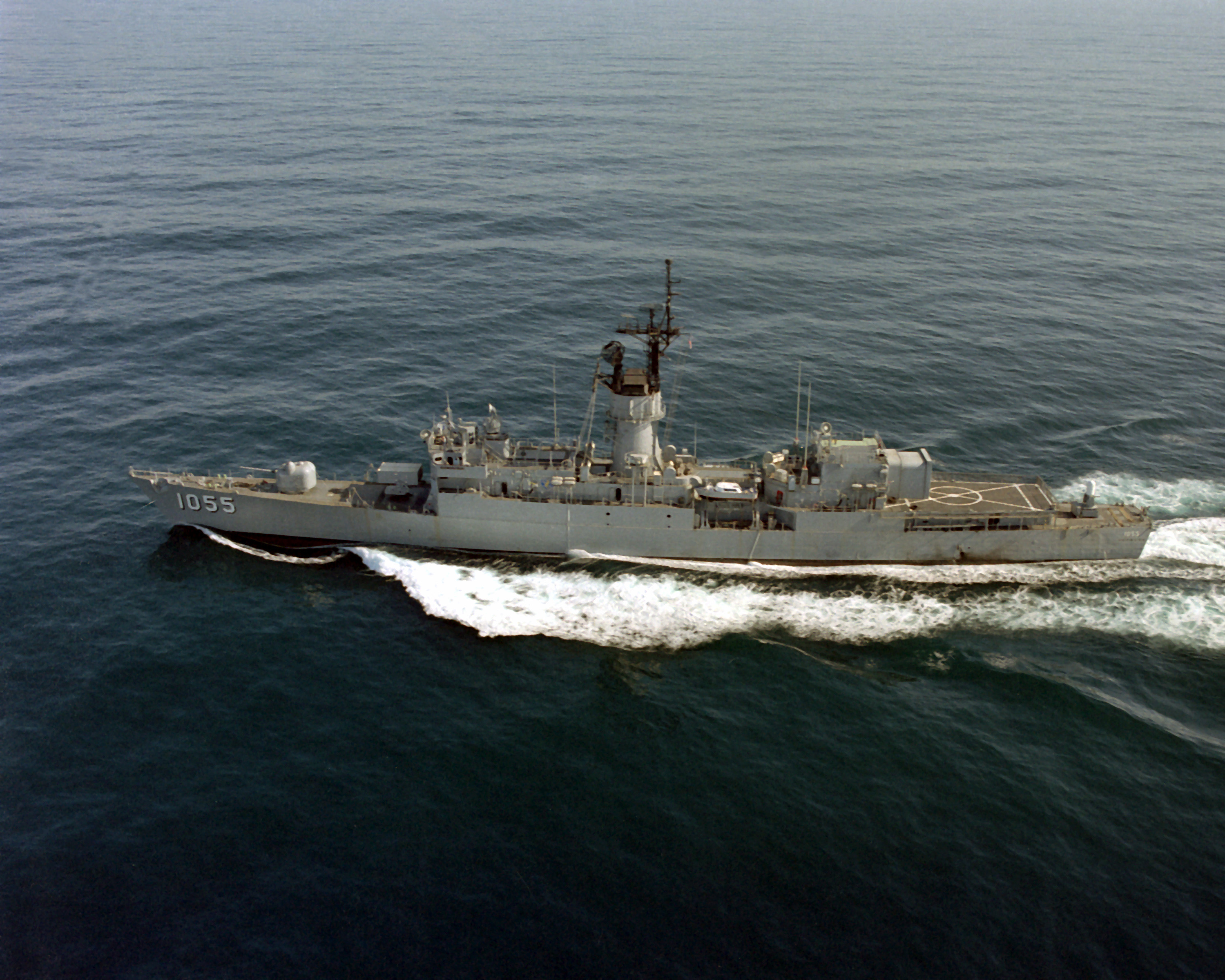
USS Hepburn (DE-1055).

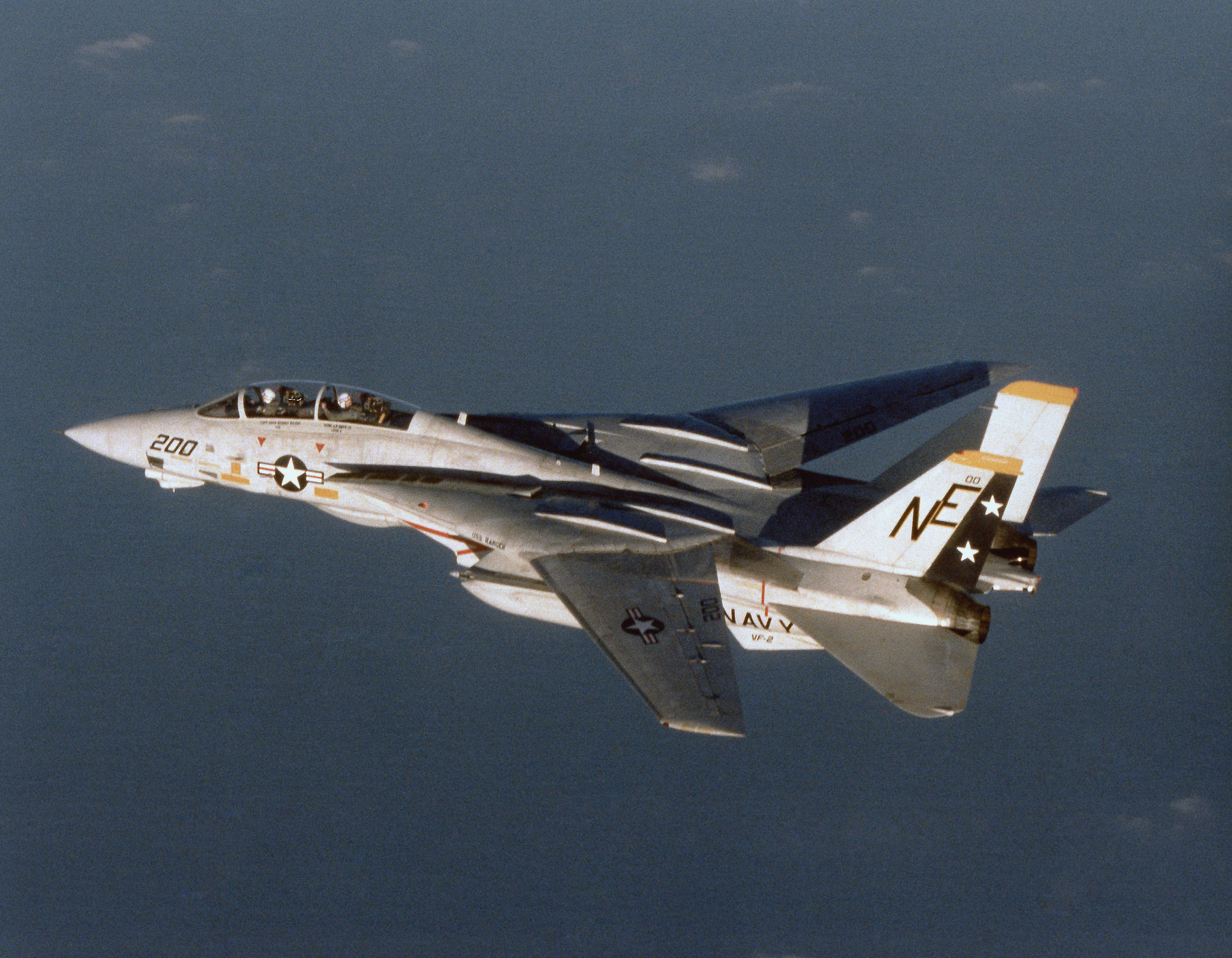
F-14A Tomcat в полете.

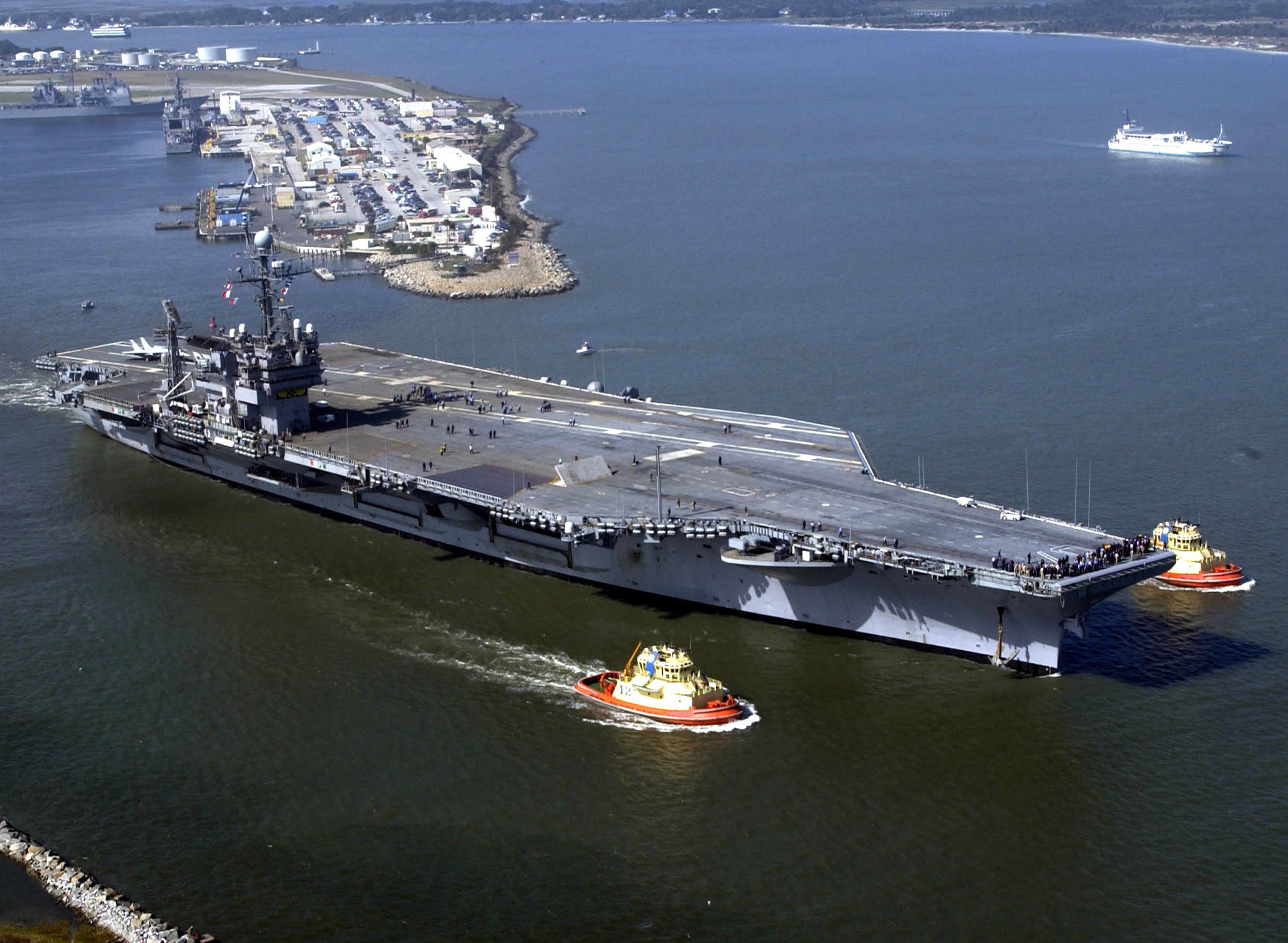
Авианосец «Джон Ф. Кеннеди».

Родился 6 мая 1949 года в городе Маскигон (штат Мичиган). В 1967 году окончил среднюю школу в городе Тастин, штат Калифорния. В 1971 году окончил Военно-морскую академию США и получил степень бакалавра (авиационная техника). В 1972 году в Аспирантуре ВМС получил степень магистра (авиационная техника).

## До полётов
С 1971 года служил в ВМС США. До января 1992 года служил на борту корабля USS Hepburn (DE-1055), базировавшегося в Лонг-Бич в Калифорнии. После прохождения лётной подготовки в октябре 1993 года стал военно-морским лётчиком. С октября 1973 по июнь 1974 года служил в 124-й истребительной эскадрилье в Сан-Диего, штат Калифорния, где прошёл переподготовку на самолёт F-14A Tomcat. В июне 1974 года был переведён в 32-ю истребительную эскадрилью в Вирджиния-Бич, штат Виргиния. Принимал участие в трёх походах в Средиземное море и Северную Атлантику на борту авианосца USS John F. Kennedy. В 1977 году был переведён в лётно-испытательную эскадрилью на авиабазе ВМС Пойнт-Мугу в Калифорнии. Участвовал в испытаниях нового электронного оборудования самолёта F-14A. Принимал участие в отработке методов боевого применения F-14A. Общий налёт составляет более 3500 часов, в том числе 1500 часов на F-14A. Вышел в отставку в звании полковника (капитан I ранга) ВМС.

## Космическая подготовка
В мае 1980 года зачислен в отряд астронавтов НАСА во время 9-го набора. Проходил курс Общекосмической подготовки (ОКП) с июля 1980 года. По его окончании в августе 1981 года был зачислен в Отдел астронавтов в качестве специалиста полёта шаттла. Занимал различные должности, в том числе был оператором связи с экипажем, начальником Отделения планирования полётов, был заместителем и исполняющим обязанности Шефа Отдела астронавтов.

## Космические полёты
- Первый полёт — STS-41G[3], шаттл «Челленджер». C 5 по 13 октября 1984 года в качестве специалиста полёта. Во время полёта выполнил один выход в открытый космос: 11.10.1984 — продолжительностью 3 часа 27 минут. Продолжительность полёта составила 8 суток 5 часов 25 минут[4].

В 1984 году был назначен специалистом полёта в экипаж STS-61Е, но после катастрофы шаттла «Челленджер» STS-51L полёт был отменен.
- Второй полёт — STS-28[5], шаттл «Колумбия». Со 8 по 13 августа 1989 года в качестве специалиста полёта. Продолжительность полёта составила 5 суток 1 час 1 минуту[6].

- Третий полёт — STS-45[7], шаттл «Атлантис». C 24 марта по 2 апреля 1992 года в качестве специалиста полёта. Продолжительность полёта составила 8 суток 22 часа 10 минут[8].

Общая продолжительность полётов в космос — 22 дня 4 часа 36 минут. Общая продолжительность выходов в открытый космос — 3 часа 27 минут. Ушёл из отряда астронавтов 30 ноября 1992 года, однако в июле 2002 года был зачислен во вновь сформированный отряд астронавтов-менеджеров.

## После полётов
В ноябре 1992 года был назначен директором Управления лётных экипажей. Был руководителем программы 15-го, 16-го и 17-го наборов астронавтов НАСА. В сентябре 1998 года был назначен заместителем директора Космического центра Джонсона по работе с государственными подрядчиками. В августе 2001 года был назначен руководителем программы создания новых носителей. В 2001—2003 годах работал заместителем руководителя работ по программе создания Орбитального космического самолёта в Космическом центре Джонсона. С февраля 2003 года работает руководителем Отдела исследовательских программ в центре Джонсона.

## Награды и премии
Награждён: Крест лётных заслуг (США), Орден «Легион почёта», Медаль «За отличную службу» (США), Медаль «За похвальную службу» (США), Медаль «За Достижения» (США), Медаль за службу национальной обороне (США), Медаль «За исключительные заслуги»(1985, 1988, 1991 и 1992), Медаль «За выдающееся лидерство» (1993 и 1994), Медаль «За космический полёт» (1984, 1989 и 1992) и многие другие.

## Личная жизнь
Жена — Кэтти К. Онн, у них шестеро детей. Увлечения: гольф, теннис, полёты и рыбалка. Радиолюбитель с позывным N5WQC.